# Nervstatus
Nervstatus eller neurologiskt status används inom sjukvården för att undersöka patienter vid misstanke om sjukdomar i nervsystemet. Med hjälp av ett nervstatus kan man dels frikänna patienter från neurologisk åkomma, dels anatomiskt lokalisera en skada. Avsikten är att täcka in alla delar i nervsystemet, från hjärnbarksfunktioner till muskelfunktion och kranialnervsfunktioner. Vilka moment som undersöks varierar beroende på vilken sjukdom man misstänker. En vanlig rutinundersökning innehåller ofta följande moment, som utförs dels kontinuerligt under samtalet med patienten, dels med patienten i stående, sittande respektive liggande ställning.

## Samtal
Högre cerebrala funktioner:
- Talpåverkan (dysartri, dysfasi)
- Orientering ifråga om person, plats, tid, minne, spatial funktion, uppmärksamhetsstörning.
- Observation av ofrivilliga rörelser, ansiktsmotorik, motorik vid avklädning

## Stående
- Gång med vändning, tå- och hälgång (ISHAV: Igångsättning, Steglängd, Hållning, Armrörelser, Vändning)
- Rombergs test
- Fingernäs-test
- Nigsittning och uppresning

## Sittande
- Ögonbottnar
- Synfält
- Ögonrörelser
- Ptos
- Nystagmus
- Pupillreaktion
- Ansiktsmotorik
- Hörsel
- Svalgreflex
- Svalgasymmetri
- Tungmotorik
- Fingerspel och diadokokinesi
- Armar-framåt-sträck (ofta benämnt Grassets test)
- Grov kraft ben och armar, fingerspretning
- Reflexer i armar och ben

## Liggande
- Smärtkänsel och vibrationssinne i ansikte, armar och ben
- Omvänd Barré
- Tonus hand, armbågs och knäleder
- Häl-knäförsök
- Babinski

## Övriga tester inkl. sensibilitetsnivå vid behov
- Primitivreflexer
- Glabella-reflexen (utsläckningsbar eller ej)
- Palmomentalreflexen
- Trutningsreflexen

Glöm inte somatiskt status inkl. Puls, blodtryck, hjärta, kärl, bukpalpation. Tänk på att lyssna över carotiderna.